# Амеріку Агіар
Амеріку Мануель Алвес Агіар (порт. Américo Manuel Alves Aguiar; нар. 12 грудня 1973, Леса-ду-Баліу, Португалія) — португальський прелат Католицької церкви, після посади єпископа-помічника Лісабонського патріархату призначений єпископом Сетубала з 2019 року. У серпні 2023 року очолив організацію, відповідальну за планування Всесвітнього дня молоді.
Папа Франциск призначив його кардиналом 30 вересня 2023 року; він став другим наймолодшим членом Колегії кардиналів.

## Біографія
Народився в Леса-ду-Баліу у Матозінюші у Великому Порту 12 грудня 1973 року. У молодості брав участь у виборчій політиці як у Матозінюші, так і в сусідньому муніципалітеті Мая, працюючи з членами міської ради в обох. З 1994 до 1997 рік працював у міській раді Матозінюша як член Соціалістичної партії. Він назвав свою політичну участь «чудовою розвагою».
Після закінчення середньої школи вступив до семінарії в Ермезінде, а потім навчався у головній семінарії Портузької діоцезії та філії Португальського католицького університету в Порту.
Висвячений на священника Портуської діоцезії 8 липня 2001 року Армінду Лопіш Коельо, єпископом Порту.
Служив парафіяльним священником Сан-Педро-де-Асеведо (Кампанья) з 2001 до 2002 рік; спеціальний секретар єпископа Порту Арміндо Лопеса Коельо та парафіяльний священник собору з 2002 до 2004 рік; генеральний вікарій дієцезії з 2004 до 2006 рік. У 2014 році здобув ступінь магістра комунікаційних наук у Католицькому університеті Португалії, Лісабон.
З 2017 року був президентом адміністративної ради Rádio Renascença (Лісабон), продовжуючи надавати пастирські послуги в Порту. 2017 року став національним директором Секретаріату церковних соціальних комунікацій і головою Єпископської комісії з питань культури, культурних цінностей і соціальних комунікацій. З 2011 до 2019 рік очолював Благочинство єпархії.
1 березня 2019 року Папа Франциск призначив його єпископом-помічником Лісабона та титулярним єпископом Даньо. 31 березня 2019 року отримав єпископські свячення від кардинала-патріарха Лісабонського Мануеля Клементе в церкві Сантіссіма-Тріндаді в Порту. Став наймолодшим єпископом у Португалії. У січні 2023 року високо оцінив похоронну месу за Папою Бенедиктом XVI, сказавши, що вона збалансувала прагнення Бенедикта до простоти та важливість події.
Очолював Комісію із захисту неповнолітніх та вразливих осіб Лісабонського патріархату до березня 2023 року, коли Конференція католицьких єпископів Португалії вирішила, що в таких органах повинні служити лише миряни. Президент Фонду Всесвітнього дня молоді і член організаційного комітету, відповідального за проведення Всесвітнього дня молоді в Португалії 1 — 6 серпня 2023 року.
9 липня 2023 року Папа Франциск оголосив, що планує призначити його кардиналом на консисторії, запланованій на 30 вересня. Агіар став другим наймолодшим кардиналом. Він сказав, що його призначення «пов'язане з молоддю, Португалією, Всесвітнім днем молоді», а не ним самим. Доєднання другого кардинала з Лісабонського патріархату назвали «справжньою новинкою» і спровокувало спекуляції щодо його майбутнього в Римській курії. На цій консисторії його призначили кардиналом-священником Сант'Антоніо да Падуя на Віа Мерулана.
21 вересня 2023 року Папа Франциск призначив його єпископом Сетубала. 26 жовтня став четвертим єпископом Сетубала.

## Суперечки
У липні 2023 року, як відповідальний за Всесвітній день молоді 2023 року, заявив в інтерв'ю, що на меті заходу не було «навернути молодих людей до Христа».
Цей коментар викликав хвилю критики з боку вірян, духовенства та ЗМІ.

## Виноски
1. ↑  Кардинал, молодший за Агіара, — Джорджо Маренго, народився 7 червня 1974 року.